# Saison 2 de Rome
Chronologie
Saison 1 de Rome
La saison 2 de Rome, composée de 10 épisodes, raconte l'histoire de Lucius Vorenus et Titus Pullo, ainsi que celle des principales personnalités romaines de l'époque, de l'assassinat de César jusqu'au triomphe d'Octave sur Marc Antoine.

## Distribution
- Kevin McKidd (VF : Alexis Victor) : Lucius Vorenus, un centurion loyal et honorable qui est tiraillé entre son devoir envers ses supérieurs, ses idéaux républicains et les besoins de sa famille.
- Ray Stevenson (VF : Marc Alfos) : Titus Pullo, un légionnaire impulsif, insouciant, débauché et aux tendances violentes mais doté malgré tout d'un bon fond.
- James Purefoy (VF : Edgar Givry) : Marc Antoine, le principal lieutenant de César, un arrogant hédoniste à la franchise brutale.
- Max Pirkis/ Simon Woods (VF : Yann Le Madic/ Cédric Dumond) : Octave, petit-neveu et héritier de César, adolescent d'une intelligence exceptionnelle mais froid et détaché.
- Polly Walker (VF : Juliette Degenne) : Atia, la nièce de César et la mère d'Octave et d'Octavia, manipulatrice influente et immorale prête à tout pour protéger son rang et sa famille.
- Lindsay Duncan (VF : Anne Kerylen) : Servilia, la mère de Brutus et l'amante de César, ennemie jurée d'Atia.
- Tobias Menzies (VF : Antoine Nouel) : Brutus, jeune aristocrate déchiré entre ses valeurs républicaines et son attachement à César.
- Kerry Condon (VF : Laura Préjean) : Octavia, la sœur aînée d'Octave, prise dans les intrigues de sa famille.
- David Bamber (VF : Philippe Peythieu) : Cicéron, politicien modéré qui cherche à ménager tous les partis.
- Allen Leech (VF : Mathias Kozlowski) : Agrippa, ami et conseiller militaire d'Octave, il est aussi amoureux d'Octavia.
- Nicholas Woodeson (VF : Jacques Bouanich) : Posca, esclave de César qui lui sert de confident et d'aide de camp.
- Lee Boardman (en) (VF : Gilles Morvan) : Timon, juif romain qui est l'exécuteur des basses œuvres d'Atia.
- Chiara Mastalli (VF : Barbara Tissier) : Eirene, esclave d'origine germaine recueillie par Titus Pullo, qui est amoureux d'elle.
- Zuleikha Robinson (VF : Olivia Luccioni) : Gaia, ancienne tenancière d'un lupanar qui met ses talents au service de l'organisation de Lucius Vorenus.
- Lyndsey Marshal (VF : Véronique Desmadryl) : Cléopâtre, reine d'Égypte qui cherche à s'assurer l'alliance et la protection de César, puis de Marc Antoine.
- Guy Henry (VF : Gabriel Le Doze) : Cassius, un sénateur ami de Brutus qui veut la perte de César.
- Alex Wyndham (VF : Alexandre Gillet) : Mécène, ami et conseiller d'Octave, il est corrompu et débauché.
- Coral Amiga (VF : Caroline Lallau) : Vorena, la fille aînée de Lucius Vorenus et de Niobé.
- Michael Nardone (en) (VF : David Kruger) : Mascius, ancien camarade de Pullo et Vorenus au sein de la Treizième légion.
- Daniel Cerqueira (VF : Arnaud Arbessier) : Memmio, le chef d'une bande rivale de celle de Vorenus.
- Alice Henley (it) (VF : Marie-Eugénie Maréchal) : Livia, l'épouse d'Octave.
- Camilla Rutherford (VF : Dorothée Pousséo) : Jocaste, une amie d'Octavia.
- Ronan Vibert (VF : Bernard Lanneau) : Lépide, membre du second triumvirat avec Marc Antoine et Octave.
- Rick Warden (VF : Arnaud Arbessier) : Quintus Pompée, le fils de Pompée le Grand, grossier et violent.
- Lorcan Cranitch (en) (VF : Pierre Laurent) : Erastes Fulmen, le chef d'une bande organisée de criminels.
- Esther Hall (en) (VF : Edwige Lemoine) : Lyde, la sœur de Niobé.
- Ian McNeice (VF : Michel Vocoret) : le crieur public

## Épisodes

### Épisode 1:L'Héritage de César
- États-Unis : 14 janvier 2007 sur HBO
- France : 28 juin 2007 sur Canal+

- Ciarán Hinds (Gaius Julius Caesar)
- Indira Varma (Niobe)
- David Bamber (Marcus Tullius Cicero)
- Rick Warden (Quintus Pompey)

### Épisode 2:Fils de Hadès
- États-Unis : 21 janvier 2007 sur HBO
- France : 28 juin 2007 sur Canal+

- Zuleikha Robinson (Gaia)
- Lyndsey Marshal (Cléopâtre)
- Michael Nardone (Mascius)
- Daniel Cerqueira (Memmio)
- Ian McNeice (Le lecteur des nouvelles dans le forum)
- Anna Fausta Primiano (Vorena)
- Rafi Gavron (Duro)
- Nigel Lindsay (Levi)

### Épisode 3:Le Message de Cicéron
- États-Unis : 28 janvier 2007 sur HBO
- France : 5 juillet 2007 sur Canal+

- Daniel Cerqueira (Memmio)
- Michael Nardone (Mascius)
- Zuleikha Robinson (Gaia)
- Camilla Rutherford (Jocasta)
- Allen Leech (Marcus Agrippa)
- Guy Henry (Cassius)
- Lydia Biondi (Merula)
- Ian McNeice (Le lecteur des nouvelles dans le forum)
- Anna Fausta Primiano (Vorena)
- Manfredi Aliquo (Castor)
- Rafi Gavron (Duro)

### Épisode 4:Frères ennemis
- États-Unis : 4 février 2007 sur HBO
- France : 5 juillet 2007 sur Canal+

- Alex Wyndham (Gaius Maecenas)
- Allen Leech (Marcus Agrippa)
- Anna Fausta Primiano (Vorena)
- Ian McNeice (Le lecteur des nouvelles dans le forum)
- Camilla Rutherford (Jocasta)
- Manfredi Aliquo (Castor)
- Rafi Gavron (Duro)
- Lydia Biondi (Merula)
- Guy Henry (Cassius)
- Simon Woods (Gaius Caesar Octavian)
- Nigel Lindsay (Levi)

### Épisode 5:Octave, jeune consul
- États-Unis : 11 février 2007 sur HBO
- France : 12 juillet 2007 sur Canal+

- Zuleikha Robinson (Gaia)
- Allen Leech (Marcus Agrippa)
- Camilla Rutherford (Jocasta)
- Alex Wyndham (Gaius Maecenas)
- Michael Nardone (Mascius)
- Daniel Cerqueira (Memmio)
- Simon Woods (Gaius Caesar Octavian)
- Guy Henry (Cassius)
- Nigel Lindsay (Levi)
- Ronan Vibert (Marcus Lepidus)

### Épisode 6:La Liste d'Octave
- États-Unis : 18 février 2007 sur HBO
- France : 12 juillet 2007 sur Canal+

- Simon Woods (Gaius Caesar Octavian)
- Alex Wyndham (Gaius Maecenas)
- Zuleikha Robinson (Gaia)
- Nicholas Woodeson (Posca)
- Nigel Lindsay (Levi)
- Vernon Dobtcheff (le Rabbin)

### Épisode 7:Le Mariage de Marc Antoine
- États-Unis : 4 mars 2007 sur HBO
- France : 19 juillet 2007 sur Canal+

- Daniel Cerqueira (Memmio)
- Ian McNeice (Le lecteur des nouvelles dans le forum)
- Michael Nardone (Mascius)
- Allen Leech (Marcus Agrippa)
- Alex Wyndham (Maecenas)
- Camilla Rutherford (Jocasta)
- Zuleikha Robinson (Gaia)
- Ronan Vibert (Marcus Lepidus)
- Anna Fausta Primiano (Vorena)
- Lee Boardman (Timon)
- Nigel Lindsay (Levi)
- Coral Amiga (Vorena the Elder)

### Épisode 8:Secrets et Trahisons
- États-Unis : 11 mars 2007 sur HBO
- France : 19 juillet 2007 sur Canal+

- Lyndsey Marshal (Cléopâtre)
- Simon Woods (Gaius Caesar Octavian)
- Daniel Cerqueira (Memmio)
- Ian McNeice (Le lecteur des nouvelles dans le forum)
- Camilla Rutherford (Jocasta)
- Allen Leech (Marcus Agrippa)
- Anna Fausta Primiano (Vorena)
- Alan Williams (II) (Cotta)
- Ronan Vibert (Marcus Lepidus)
- Michael Nardone (Mascius)
- Alex Wyndham (Gaius Maecenas)
- Zuleikha Robinson (Gaia)

### Épisode 9:Le Voyage à Alexandrie
- États-Unis : 18 mars 2007 sur HBO
- France : 26 juillet 2007 sur Canal+

- Lyndsey Marshal (Cléopâtre)
- Ian McNeice (Le lecteur des nouvelles dans le forum)
- Zuleikha Robinson (Gaia)
- Nicholas Woodeson (Posca)
- Allen Leech (Marcus Agrippa)
- Alex Wyndham (Gaius Maecenas)
- Camilla Rutherford (Jocasta)
- Alan Williams (II) (Cotta)
- Michael Nardone (Mascius)
- Daniel Cerqueira (Memmio)
- Anna Fausta Primiano (Vorena)
- Max Baldry (Caesarion)
- Kathryn Hunter (Charmian)
- Simon Woods (Gaius Caesar Octavian)

### Épisode 10:Au sujet de ton père
- États-Unis : 25 mars 2007 sur HBO
- France : 26 juillet 2007 sur Canal+

- Manfredi Aliquo (Castor)
- Lyndsey Marshal (Cléopâtre)
- Ian McNeice (Le lecteur des nouvelles dans le forum)
- Deborah Moore (Alfidia)
- Sara Kestelman (La vieille femme)
- Kathryn Hunter (Charmian)
- Mathew Eggleton (Courtier Egyptien)
- Max Baldry (Caesarion)
- Lydia Biondi (Merula)
- Michael Nardone (Mascius)
- Alex Wyndham (Gaius Maecenas)
- Allen Leech (Marcus Agrippa)
- Simon Woods (Gaius Caesar Octavian)

## DVD
La saison 2 de Rome en DVD se présente sous la forme d'un coffret de 5 DVD comprenant les 10 épisodes de la saison ainsi que les versions commentées des épisodes suivants :
- L'Héritage de César commenté par Bruno Heller et Jonathan Stamp
- Le Mariage de Marc Antoine commenté par John Maybury et Lindsay Duncan
- Secrets et Trahisons commenté par John Melfi et Carl Franklin
- Le Voyage à Alexandrie commenté par James Purefoy
- Au sujet de ton père commenté par Bruno Heller et Jonathan Stamp

Parmi les autres bonus se trouvent plusieurs documentaires sur :
- les patriciens et les plébéiens
- le making-of de la saison 2
- l'histoire d'Octave, premier empereur romain
- l'histoire d'amour entre Marc Antoine et Cléopâtre